# Mil Mi-14
Die Mil Mi-14 (russisch Миль Ми-14, NATO-Codename: Haze) ist ein in der UdSSR von Mil entwickelter und gefertigter amphibientauglicher Hubschrauber zur U-Boot- und Minenabwehr. Die Mi-14 entstand auf Basis der Mil Mi-8 und weist daher die gleichen Außenabmessungen auf. Die zwei Isotow TW3-117MT-Wellenturbinen mit je 1435 kW (= 1950 WPS) ermöglichen eine Höchstgeschwindigkeit von 230 km/h und eine Marschgeschwindigkeit von 215 km/h. In einem internen Waffenschacht können Torpedos und Wasserbomben mitgeführt werden.
Der Erstflug des W-14-Prototyps fand im September 1968 statt. Die Indienststellung erfolgte erst 1977 als Ersatz für die ältere, mit einem Kolbenmotor ausgerüstete Mil Mi-4.
Hergestellt wurde die Mi-14 im Staatlichen Flugzeugwerk Nr. 387 in Kasan. Bis 1991 wurden 230 Stück gebaut.

## Versionen
- W-14: Prototyp der Mi-14
- Mi-14PL (NATO-Codename: „Haze-A“): U-Boot-Jagd-(ASW-)Version. Ausgerüstet mit einem gezogenen Magnetortungsgerät APM-60 MAD (Magnetanomaliedetektor), bis zu 36 Sonarbojen vom Typ RGB-MN1 und einer einziehbaren Sonaranlage vom Typ OKA2, weiterhin ein I2-MA-Suchradar. Die Bewaffnung besteht aus einem einzelnen AT-1- oder APR-2-Torpedo, einer „Skat“-Nuklear-Wasserbombe oder bis zu zwölf konventionellen Wasserbomben (12 × Kaliber 50 kg, verwendet wurden der Typ „PLAB 50/65“ oder 8 × vom Kaliber 250 kg Typ „PLAB 250/120“), weiterhin befanden sich im Heck optional zwei Abwurfcontainer für jeweils zwei Seemarkierungsbomben. Optional Seemarkierungsbomben „Tag“ vom Typ „OMAB 25-12D“ oder Seemarkierungsbomben „Nacht“ vom Typ „OMAB 25-8N“, die auch gemischt eingebaut werden konnten.

Weiterhin konnten diese Container, auch einzeln, gegen bis zu zwei beheizbare Abwurfcontainer für Seemarkierungsbojen vom Typ „Poplawok B“ ausgetauscht werden. Diese Funkbojen arbeiteten auf der Frequenz des Suchradars und sendeten, wenn sie vom Radarstrahl erfasst wurden, ein Signal an das Radar und erschienen als Funkmesskontaktpunkt auf dem Radarschirm.

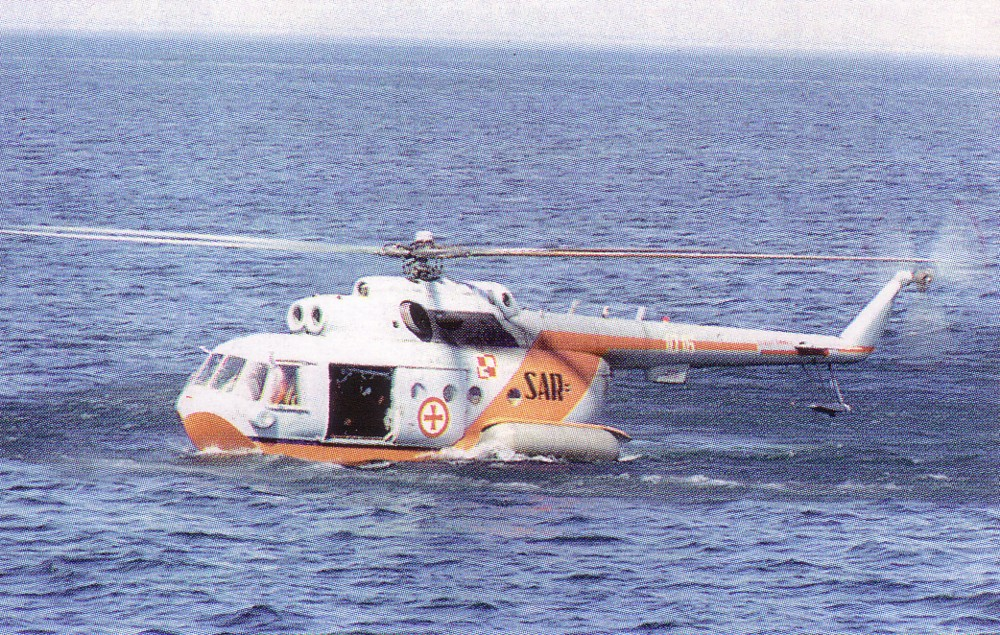
Die Mi-14 ist ein amphibischer Hubschrauber

Die insgesamt neun Maschinen, die in der Volksmarine der DDR zum Einsatz kamen, verfügten neben der Ausrüstung für den Wasserbombeneinsatz auch über die Ausrüstung und Technik zum Einsatz von Torpedos wie auch der „Skat“, die auch als nukleare Waffe einsetzbar war. Die technische Ausrüstung dafür war am Flugplatz Parow eingelagert, die elektrische Technik war eingebaut. Die Torpedos sowie auch die „Skat“ wurden in der Volksmarine nicht vorrätig gehalten, die Hubschrauberbesatzungen waren nicht für deren Einsatz ausgebildet.
Der Einsatz der beiden Torpedotypen war in der westlichen Ostsee auf Grund der fehlenden Wassertiefe für die Mindesteintauchtiefe der Torpedos nicht möglich.
Die Zielerfassungs- und Verfolgungstechnik sowie die rechentechnische Ausrüstung der Mi-14PL waren konvertibel mit denen einiger sowjetischer Küstenraketensysteme und denen einiger Systeme von sowjetischen Raketenschnellbooten, wie zum Beispiel mit denen der von der Volksmarine eingesetzten Raketenschnellboote und denen der mobilen Küstenraketenstellungen der Volksmarine. In der Folge konnten die Komplexe zusammen handeln, wie beispielsweise Zielerfassung durch eine Mi-14PL sowie Datenübertragung an das Raketenschnellboot oder die mobile Küstenraketenstellung. Die Startbasen blieben dadurch funkmesstechnisch passiv und konnten somit nicht vor dem Start einer Rakete geortet werden.
Ein weiterer Vorteil war, dass das Radar der Mi-14PL auf Grund seiner größeren Einsatzhöhe als „fliegende Funkmessstation“ einen wesentlich größeren Erfassungsradius hatte als beispielsweise ein relativ niedrig eingesetztes Radar eines Raketenschnellbootes.
Das Zusammenwirken von Mi-14PL und Raketenschnellbooten war in der Volksmarine gängige Praxis und wurde regelmäßig geübt.
Über das Zusammenwirken mit Küstenraketenstellungen ist nur die technische Möglichkeit bekannt.
weitere Versionen:
- Mi-14PL: Version mit der Möglichkeit, die Ch-23-Lenkwaffe einzusetzen.
- Mi-14PLM: Aufgewertete ASW-Version
- Mi-14PŁ: Polnische Bezeichnung der Mi-14PL. Auch bekannt als Mi-14PW.
- Mi-14BT (NATO-Codename: „Haze-B“): Minenräum-Version mit Zugmitteln für bis zu 3 t schweres aktives oder passives Räumgerät am teilverglasten Rumpfheck
- Mi-14PS (NATO-Codename: „Haze-C“): Such- und Rettungs-(SAR-)Version mit abklappbaren Suchscheinwerfern, doppelt so großen Türen und schwenkbarer Rettungswinde für bis zu 300 kg Last auf Basis des Mi-14BT.
- Mi-14PX: SAR-Training-Version der polnischen Marine. Eine polnische Mi-14PL wurde zur Mi-14PX umgebaut, nachdem die Geräte zur U-Boot-Jagd entfernt wurden.
- Mi-14PSch Eliminator: Umbauten von Mi-14BT in Löschhubschrauber. Der Umbau kostet etwa 1 Mio. US-Dollar.
- Mi-14GP: Zivilversion.
- Mi-14P: Ziviler Transporthubschrauber für 24 Passagiere

## Einsatz
Die Mi-14 kam in folgenden Ländern zum Einsatz:
- Bulgarien:
- Deutsche Demokratische Republik: In der DDR kamen neun Mi-14PL sowie sechs Mi-14BT im Marinehubschraubergeschwader 18 der Volksmarine (MHG-18) in Parow bei Stralsund zum Einsatz. Die letzten Exemplare der deutschen Mi-14PL befinden sich heute im Besitz des Flugplatzmuseums auf dem Flugplatz Karlshagen in Peenemünde-West am Bettenmuseum, im Militärhistorischen Museums der Bundeswehr auf dem Flugplatz Berlin-Gatow, im Technik-Museum Speyer sowie in der Flugausstellung Hermeskeil. Zwei weitere wurden im Mai 1991 an die USA zur Erprobung übergeben und einer von diesen beiden wird zurzeit auf der Nellis AFB ausgestellt. Von den Mi-14BT sind keine Exemplare erhalten geblieben.

- Georgien:
- Jugoslawien:
- Kuba:

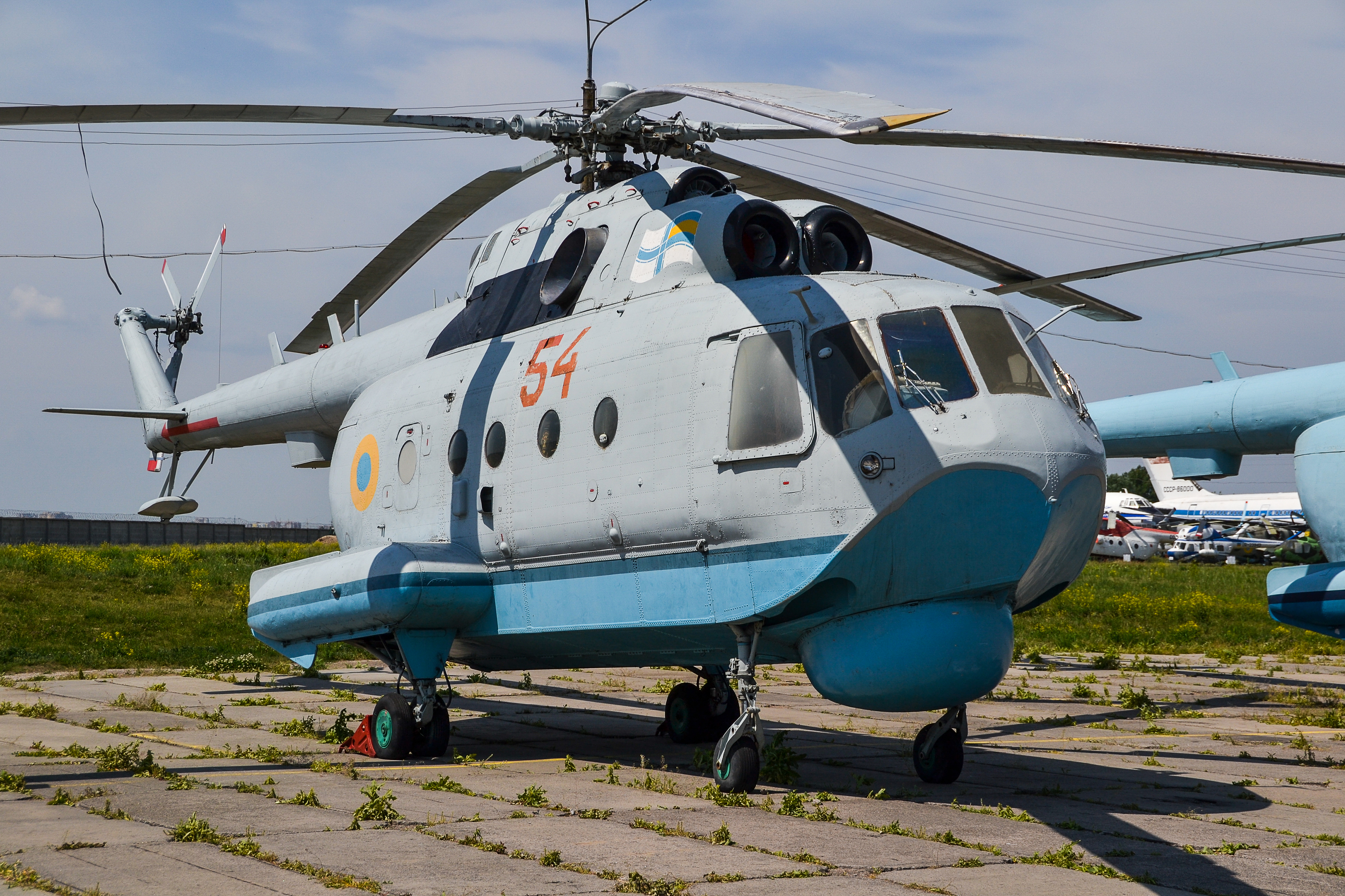
Ukrainischer Mil Mi-14, ausgestellt im Staatlichen Luftfahrtmuseum der Ukraine

- Libyen: Libysche Mi-14 wurden durch den Ausbau ihrer Missionsausrüstung in normale Transporthubschrauber umgebaut.
- Nordkorea:
- Polen:
- Rumänien:
- Sowjetunion /  Russland: Die sowjetische Marine war größter Nutzer der Mi-14. Nach dem Zerfall der Sowjetunion wurden Mi-14 auch von den Nachfolgestaaten weiter benutzt.
- Syrien:
- Ukraine: Die ukrainischen Streitkräfte übernahmen Mi-14 aus dem Bestand der ehemaligen Sowjetunion.

## Technische Daten

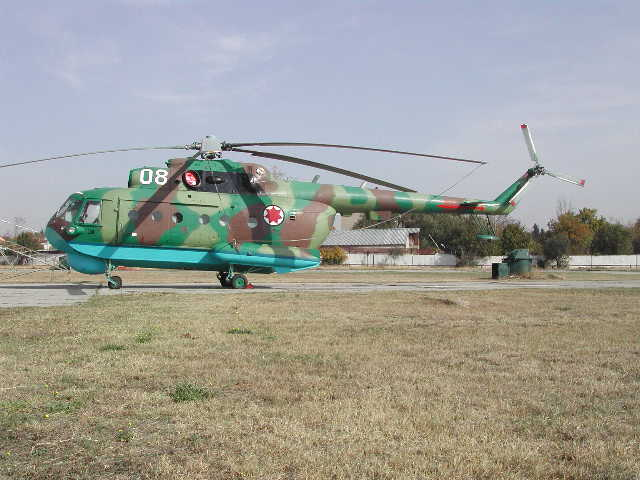
Georgische Mi-14

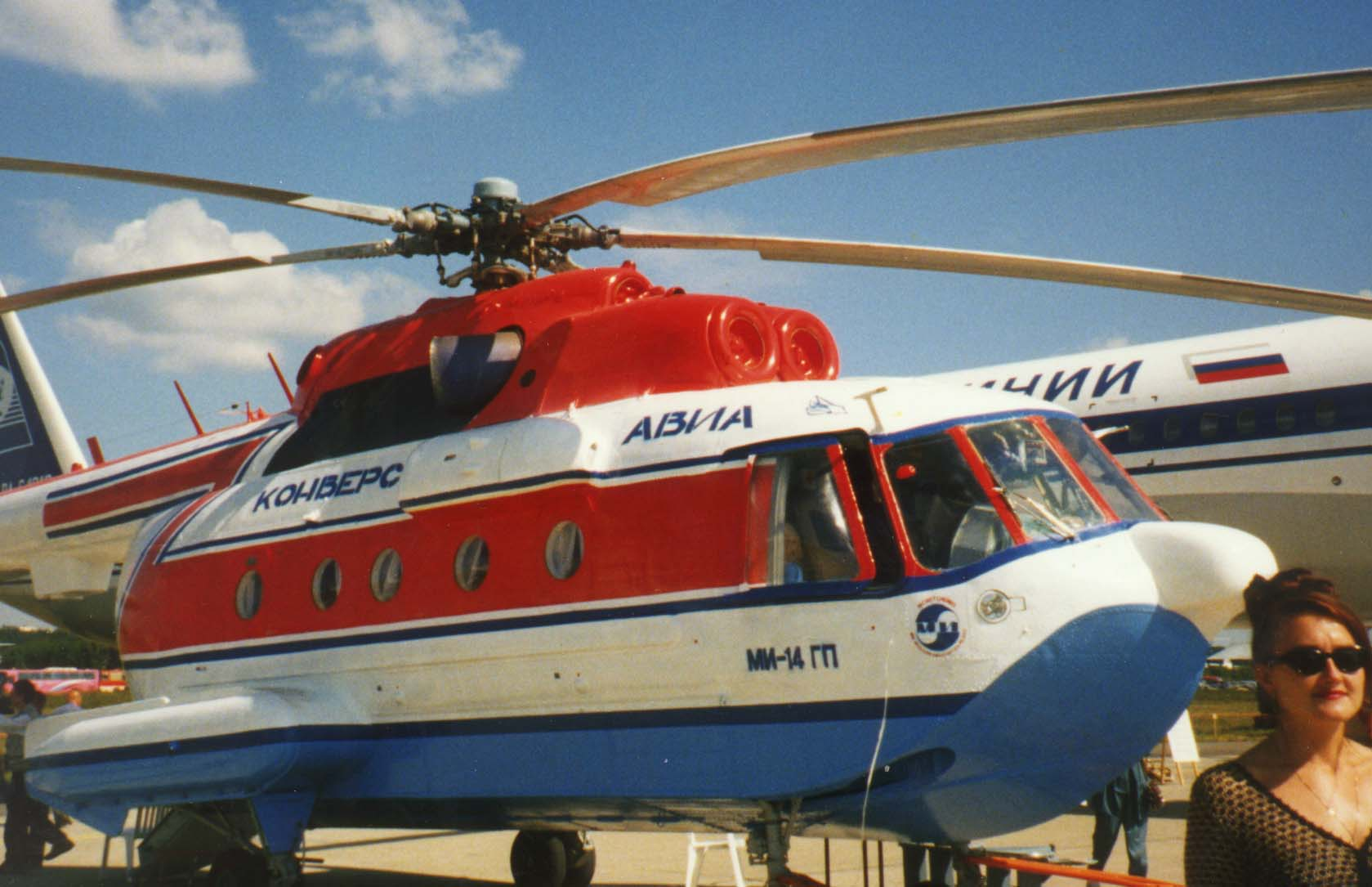
Zivile Mi-14GP auf der MAKS 2005

| Kenngröße             | Daten der Mil Mi-14PL                      |
| --------------------- | ------------------------------------------ |
| Konzeption            | U-Jagdhubschrauber                         |
| Besatzung             | 4                                          |
| Länge                 | Rumpf 18,37 mit Rotor 25,32 m              |
| Höhe                  | 6,88 m                                     |
| Rotordurchmesser      | 21,29 m                                    |
| Rotorkreisfläche      | 355,92 m²                                  |
| Heckrotordurchmesser  | 3,91 m                                     |
| Leermasse             | 8.275 kg                                   |
| Nutzlast              | 3.000 kg                                   |
| Startmasse            | normal 13.000 kg maximal 14.000 kg         |
| Antrieb               | zwei Turbinen TW3-117M                     |
| Startleistung         | je 1.620 kW (ca. 2.200 PS)                 |
| Nennleistung          | je 1.417 kW (ca. 1.930 PS)                 |
| Kraftstoffvorrat      | 3.800 l + 500 l                            |
| Höchstgeschwindigkeit | 230 km/h (120 kts)                         |
| Marschgeschwindigkeit | 165–210 km/h (90 bis 110 kts)              |
| Steigleistung         | 7,8 m/s bei normaler Startmasse            |
| Steigzeit             | 2,3 min auf 1000 m bei normaler Startmasse |
| Dienstgipfelhöhe      | 4.000 m bei normaler Startmasse            |
| Reichweite            | normal 800 km maximal 1.135 km             |

## Bewaffnung
Waffenzuladung bis zu 2000 kg Waffen im internen Waffenschacht im Rumpfboden
Torpedos
- 1 × AT-2-Torpedo (E45-7A, 533 mm)
- 1 × AT-1-Torpedo (E45-75A, 560 kg, 450 mm)
- 1 × T-67-„Strisch“-Torpedo (450 mm)
- 1 × AT-3-„Orlan“-Torpedo (UMGT-1, 450 mm)
- 1 × APR-2 „Jastreb-M“-Torpedo (350 mm)
- 1 × „Kolibri“-Torpedo (330 mm)

Wasserbomben
- 8 × PLAB-250-120-Wasserbombe (250 kg)
- 12 × PLAB-50-64-Wasserbombe (50 kg)
- 36 × OMAB 25-12D-Markierbomben (11 kg)
- 36 × PTB-NM „Zinara“
- 36 × PLAB-MK-Wasserbomben (7,5 kg in einer Dispenserbox im Schacht aufgehängt)
- 1 × nukleare Freifall-Wasserbombe „Skat“ (1 kT)
- S3W-aktiv zielsuchende Wasserbomben[1]

## Vergleichbare Marinehubschrauber
- AgustaBell AB-212ASW (Bell UH-1N „Twin Huey“)
- Kaman SH-2F „Seasprite“
- Kamow Ka-27PL (NATO-Codename: „Helix-A“)
- Sikorsky SH-3D „Sea King“ (S-61)
- Sikorsky SH-60B „Seahawk“
- Westland „Lynx“ HAS Mk.3